# Gaspard et Lisa
 (mai 2024).
La mise en forme du texte ne suit pas les recommandations de Wikipédia : il faut le « wikifier ».
Les points d'amélioration suivants sont les cas les plus fréquents. Le détail des points à revoir est peut-être précisé sur la page de discussion.
- Les titres sont pré-formatés par le logiciel. Ils ne sont ni en capitales, ni en gras.
- Le texte ne doit pas être écrit en capitales (les noms de famille non plus), ni en gras, ni en italique, ni en « petit »…
- Le gras n'est utilisé que pour surligner le titre de l'article dans l'introduction, une seule fois.
- L'italique est rarement utilisé : mots en langue étrangère, titres d'œuvres, noms de bateaux, etc.
- Les citations ne sont pas en italique mais en corps de texte normal. Elles sont entourées par des guillemets français : « et ».
- Les listes à puces sont à éviter, des paragraphes rédigés étant largement préférés. Les tableaux sont à réserver à la présentation de données structurées (résultats, etc.).
- Les appels de note de bas de page (petits chiffres en exposant, introduits par l'outil «  Source ») sont à placer entre la fin de phrase et le point final[comme ça].
- Les liens internes (vers d'autres articles de Wikipédia) sont à choisir avec parcimonie. Créez des liens vers des articles approfondissant le sujet. Les termes génériques sans rapport avec le sujet sont à éviter, ainsi que les répétitions de liens vers un même terme.
- Les liens externes sont à placer uniquement dans une section « Liens externes », à la fin de l'article. Ces liens sont à choisir avec parcimonie suivant les règles définies. Si un lien sert de source à l'article, son insertion dans le texte est à faire par les notes de bas de page.
- La présentation des références doit suivre les conventions bibliographiques. Il est recommandé d'utiliser les modèles {{Ouvrage}}, {{Chapitre}}, {{Article}}, {{Lien web}} et/ou {{Bibliographie}}. Le mode d'édition visuel peut mettre en forme automatiquement les références.
- Insérer une infobox (cadre d'informations à droite) n'est pas obligatoire pour parachever la mise en page.

Pour une aide détaillée, merci de consulter Aide:Wikification.
Si vous pensez que ces points ont été résolus, vous pouvez retirer ce bandeau et améliorer la mise en forme d'un autre article.
Gaspard et Lisa sont deux personnages fictifs, héros de la série de livres pour enfants "Les Catastrophes de Gaspard et Lisa" créés par Anne Gutman et Georg Hallensleben.
Les livres suivent les différentes aventures de deux amis, Gaspard (noir avec une écharpe bleue) et Lisa (blanche avec une écharpe rouge), qui vivent à Paris.
Gaspard, Lisa et les membres de leurs familles sont des animaux fictifs, mais ils vivent aux côtés de personnages humains.

## Albums jeunesse
Anne Gutman et Georg Hallensleben ont publié le premier livre de la série en français en 1999. Les personnages sont devenus extrêmement populaires au Japon à la suite des premières traductions japonaises des livres en 2001.
Les livres ont également été traduits en quinze langues,.

### Liste des livres Gaspard et Lisa
| Titre                                | Date de publication |
| ------------------------------------ | ------------------- |
| Gaspard à la mer                     | 12 avril 2000       |
| La jalousie de Gaspard               | 12 avril 2000       |
| La maison de Lisa                    | 4 juillet 2000      |
| Lisa prend l'avion                   | 4 juillet 2000      |
| Le cadeau de Noël                    | 4 juillet 2000      |
| Gaspard à Venise                     | 4 juillet 2000      |
| Gaspard à l'hôpital                  | 4 juillet 2000      |
| La rencontre                         | 3 octobre 2001      |
| Lisa dans la jungle                  | 17 avril 2002       |
| Gaspard veut un petit chien          | 17 avril 2002       |
| Lisa est malade                      | 11 août 2004        |
| Un cadeau pour maman                 | 18 mai 2005         |
| Le pique-nique de Gaspard et Lisa    | 15 mars 2006        |
| Gaspard et Lisa au Japon             | 16 août 2006        |
| Le petit chat de Lisa                | 2 novembre 2006     |
| Brioche                              | 4 juin 2008         |
| Gaspard et Lisa au cinéma            | 12 août 2009        |
| L'anniversaire de Gaspard            | 27 mars 2013        |
| La rentrée de Gaspard et Lisa        | 18 septembre 2013   |
| Gaspard et Lisa baby-sitters         | 14 mai 2014         |
| Gaspard est amoureux                 | 13 mai 2015         |
| Gaspard a des lunettes               | 12 novembre 2015    |
| Gaspard et Lisa et le poisson ballon | 20 avril 2016       |
| Gaspard et Lisa au Centre Pompidou   | 25 janvier 2017     |
| Gaspard et Lisa jouent au foot       | 16 mai 2018         |
| Les vacances de Gaspard et Lisa      | 23 janvier 2019     |
| Gaspard et Lisa à l'opéra            | 2 juin 2021         |

## La Ville de Gaspard et Lisa

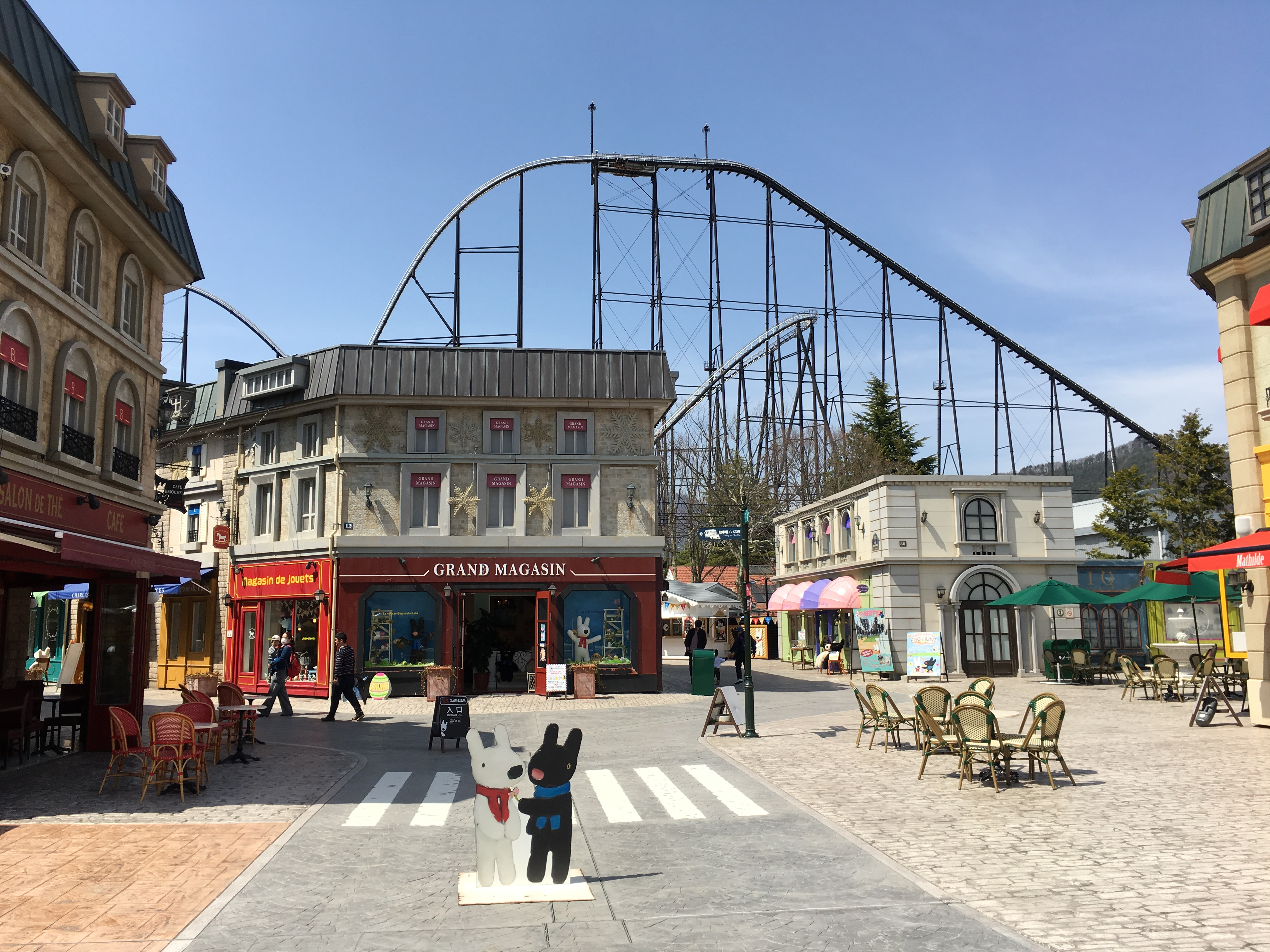
Vue de la Ville de Gaspard et Lisa

En 2013, la "Ville de Gaspard et Lisa" a été inaugurée à l'entrée du parc d'attractions Fuji-Q Highland, situé au pied du Mont Fuji au Japon. Il s'agit d'une reproduction miniature de Paris avec des cafés et boutiques à l'effigie de Gaspard et Lisa, ainsi qu'un petit musée consacré à l'univers de Gaspard et Lisa et à ses créateurs, Anne Gutman et Georg Hallensleben.

## Produits dérivés
Des peluches de Gaspard et Lisa ont été produites par Sun Arrow. Sony a acquis les droits de la franchise en 2012.

## Adaptation télévisée
La société de production Chorion a produit des dessins animés à partir des livres . La série télévisée a été diffusée en France à partir de 2010, notamment sur la chaîne TF1. Elle comprend 51 épisodes au total, d'une dizaine de minutes chacun.

### Liste des épisodes[6]
- Ép. 1 - Une super fusée
- Ép. 2 - Brioche, le nouvel ami !
- Ép. 3 - Le papier peint
- Ép. 4 - Le jardin potager
- Ép. 5 - Le vase cassé
- Ép. 6 - Le cerf-volant
- Ép. 7 - L'oeuf de Gaspard
- Ép. 8 - Prince fait des dégâts
- Ép. 9 - Le concours des jeunes talents
- Ép. 10 - Le spectacle de marionnettes
- Ép. 11 - Gaspard vend ses jouets
- Ép. 12 - Les animaux de compagnie
- Ép. 13 - La surprise de Noël
- Ép. 14 - L'énigme des tomates
- Ép. 15 - La fête des Mères
- Ép. 16 - Les courses avec maman
- Ép. 17 - L'anniversaire de Monsieur Huguet
- Ép. 18 - Jasmin s'enfuit dans le parc
- Ép. 19 - Le voyage en train
- Ép. 20 - La tarte aux pommes
- Ép. 21 - Un week-end avec Youki
- Ép. 22 - Le gâteau d'anniversaire
- Ép. 23 - Ma rencontre avec Lisa
- Ép. 24 - La plus belle sculpture
- Ép. 25 - Le vide-grenier
- Ép. 26 - Meilleurs amis pour toujours
- Ép. 27 - Gaspard le Grand
- Ép. 28 - Gaspard poste une lettre
- Ép. 29 - Crapouille le crapaud
- Ép. 30 - La fête des boulangers
- Ép. 31 - Le concert de l'école
- Ép. 32 - Les trésors de Prince
- Ép. 33 - Le club de Gaspard et Lisa
- Ép. 34 - Jour de neige
- Ép. 35 - L'écharpe de Lisa
- Ép. 36 - Un chaton pour Lisa
- Ép. 37 - Les meilleurs amis font du vélo
- Ép. 38 - Le papier égaré
- Ép. 39 - Une baguette pour la fondue
- Ép. 40 - Lisa a le hoquet
- Ép. 41 - Des perroquets qui s'échappent
- Ép. 42 - Le cours de judo
- Ép. 43 - Le sac qui a un trou
- Ép. 44 - La photo de famille
- Ép. 45 - La course de vélo
- Ép. 46 - Un projet plein d'étoiles
- Ép. 47 - Une médaille d'or pour Gaspard
- Ép. 48 - Des canards chefs de file
- Ép. 49 - Chasseurs de monstres
- Ép. 50 - Joyeux Noël, Père Noël
- Ép. 51 - La petite soeur de Lisa